# Nikunau

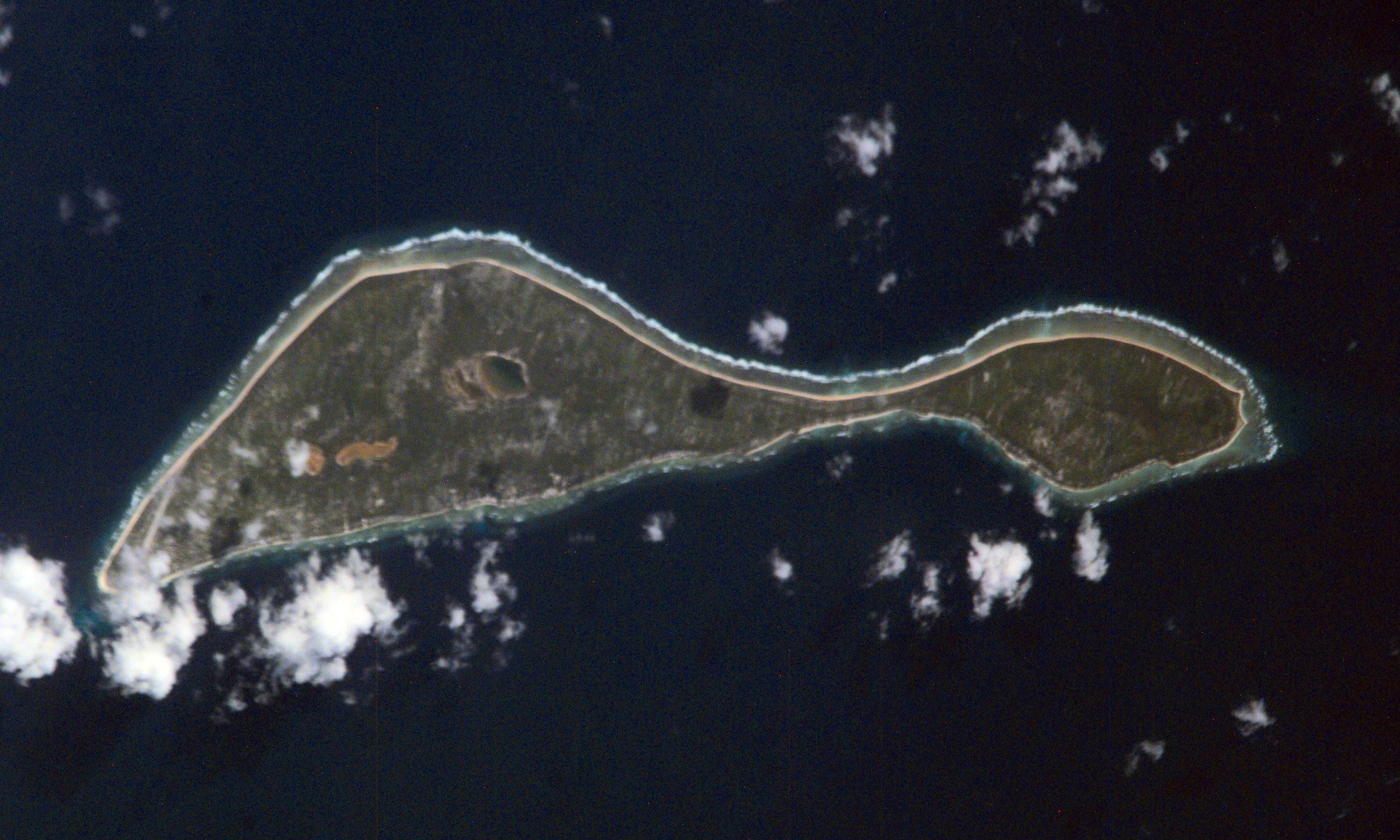

Nikunau é uma ilha de coral na parte sul das ilhas Gilbert, pertencente à República de Kiribati. Tem uma população de cerca de 3000 habitantes.
A ilha possui várias lagoas de água hipersalina e é rodeada por um recife de coral, o que significa que já foi um atol cuja lagoa foi  preenchida por terra.